# 星屑のサラウンド
「星屑のサラウンド」（ほしくずのサラウンド）は、CooRieの15枚目のシングル。2009年8月26日にMellow Headから発売された。

## 概要
前作「IF：この世界で」から4ヶ月ぶりのリリースとなる2009年2作目のシングル。Mellow Headレーベルからは「パルトネール」以来2作ぶりにして最後の発売となった。ディスクジャケットには、表題通り星空が描かれている。
表題曲はテレビアニメ『宙のまにまに』のエンディングテーマとして起用された。詞には起用された『宙のまにまに』というフレーズが入っている。自身は野外ライブで夜に歌唱したいと語っている。楽曲イメージは「癒し」である。
カップリング曲「闇に咲く星のように」は、同アニメ第4話エンディングテーマとして起用された。『宙のまにまに』関連の楽曲では一番初めに製作され、原作に描かれている星空を表現している。

## 収録曲
（全作詞・作曲：rino、全編曲:大久保薫）
1. 星屑のサラウンド [4:36]
  - テレビアニメ『宙のまにまに』エンディングテーマ
2. 闇に咲く星のように [4:23]
  - テレビアニメ『宙のまにまに』第4話エンディングテーマ
3. 星屑のサラウンド（off vocal）
4. 闇に咲く星のように（off vocal）

## 収録アルバム
| 曲名               | 収録アルバム  | 発売日         | 備考                        |
| ------------------ | ------------- | -------------- | --------------------------- |
| 星屑のサラウンド   | Heavenly Days | 2010年10月20日 | 5枚目のオリジナルアルバム。 |
| 闇に咲く星のように | Heavenly Days | 2010年10月20日 | 5枚目のオリジナルアルバム。 |